# جامعة كيوتو سانيو
جامعة كيوتو سانيو (بالإنجليزية: Kyoto Sangyo University)‏ هي جامعة، تأسست في 1964، في اليابان، وهي عضوة في Japan Consortium for Open Access Repository ‏.